# Branko Omerzu
Branko Omerzu, slovenski sociolog in politik, * 22. maj 1950.
Med 10. aprilom 1997 in 12. junijem 2000 ter med 11. oktobrom 2001 in 3. decembrom 2004 je bil državni sekretar Republike Slovenije na Ministrstvu za delo, družino in socialne zadeve Republike Slovenije.